# Талица (Фалёнский район)
Талица — село в Фалёнском районе Кировской области. 

## География
Находится на расстоянии примерно 44 километра по прямой на юг от районного центра поселка Фалёнки.

## История
Село основано в 1902 году с названием Гребенкинское, изначально с Успенской церковью, в 1903 году село переименовано в Талицу. Через несколько лет  в название села добавили слово Нижняя. Деревянная Успенская церковь была срублена и поставлена еще в 1861 году в селе Сардык (ныне в Унинском районе). В конце XIX века в Сардыке начали строить новую каменную церковь, а старую, еще не ветхую, перевезли в Талицу. Здание церкви было переделано под районный Дом Культуры (Село Талица в 1935-56 годах было райцентром Бельского района). В таком виде оно сохранилось до наших дней. В 1905 году в селе учтено было дворов 3 и жителей 11, в 1926 6 и 19, в 1950 – 386 и 928 соответственно. В 1989 году учтено 1163 жителя. В селе к 2000 году были аптека, детский сад, библиотека, дом культуры, почта, маслозавод, пекарня, столовая, магазины. До 2020 года входило в Талицкое сельское поселение Фалёнского района, являвшись его административным центром, ныне непосредственно в составе Фалёнского района.

## Население
| 1905 | 1926 | 1950 | 1989  | 2002 | 2010 |
| ---- | ---- | ---- | ----- | ---- | ---- |
| 11   | ↗19  | ↗928 | ↗1163 | ↘935 | ↘764 |